# Serrat Curt (Aramunt)
El Serrat Curt és un serrat contrafort de la muntanya de Sant Corneli, pel seu vessant nord, en el terme municipal de Conca de Dalt, en el seu vell terme d'Aramunt.
Està situat a l'extrem sud-oriental de l'antic terme d'Aramunt, i actualment és a l'extrem meridional del de Conca de Dalt. És a llevant del Serrat Gros, a l'esquerra del riu de Carreu i al sud-oest del cim de Canarill.